# Каприно Веронезе
Капрѝно Веронѐзе (на италиански: Caprino Veronese; на венециански: Cavrin, Каврин) е градче и община в Северна Италия, провинция Верона, регион Венето. Разположено е на 254 m надморска височина. Населението на общината е 8371 души (към 2015 г.).